# Государственный архив города Киева
Государственный архив города Киева — региональное государственное архивное учреждение, осуществляющее прием, описание и хранения документов по истории Киева.

## История
Государственный архив города Киева подконтрольный Киевскому городскому совету, а по вопросам исполнения функций исполнительной власти находится в подчинении Государственного комитета архивов Украины.
Киевский городской архив начал свою историю с мая 1932 года. В 1958 году архив получил статус Киевского городского государственного архива. С 1980 года архив был переименован в Государственный архив города Киева.

## Структура архива
В структуре архива функционируют:
- Отдел формирования НАФ и делопроизводства
- Отдел обеспечения сохранности документов, учёта и справочного аппарата
- Отдел информации и использования документов
- Сектор делового обеспечения
- Финансово-экономический отдел
- Сектор научно-технической обработки документов
- Сектор материально-технического обеспечения и обслуживания помещений

## Фонды
По данным путеводителей, изданных архивом, по состоянию на 2007 год в архиве хранилось: 337 фондов периода до 1917 года, 1233 фондов советского периода, 30 — периода независимости Украины, 36 — личного происхождения.